# Frédéric Cermeno
Pour les articles homonymes, voir Cermeno.
Pas d'image ? Cliquez ici

a Compétitions nationales et continentales officielles uniquement.

b Matchs officiels uniquement.
Dernière mise à jour le 11 décembre 2024.
Frédéric Cermeno, né le 20 juin 1979 à Perpignan (Pyrénées-Orientales), est un joueur de rugby à XV et de rugby à XIII français. Il a joué en équipe de France et évolue au poste d'arrière, d'ailier ou de centre (1,75 m pour 78 kg).

## Carrière

### En club
Formé à l'USAP, Frédéric Cermeno y joue jusqu'en février 2006, date à laquelle il est libéré de son contrat pour rejoindre le Castres olympique.
Le 24 mai 2003, il est titulaire avec l'USA Perpignan à l'aile en finale de la Coupe d'Europe au Lansdowne Road de Dublin face au Stade toulousain. Les Catalans ne parviennent pas à s'imposer, s'inclinant 22 à 17 face aux Toulousains qui remportent le titre de champions d'Europe.
En août 2009, il passe au rugby à XIII, en signant à Pia.
Il s'est reconverti comme sapeur pompier professionnel au Centre de secours du Barcarès (Pyrénées-Orientales).

### En équipe nationale
Frédéric Cermeno connaît sa seule sélection en équipe de France le 28 mai 2000 contre l'équipe de Roumanie.

## Palmarès

### En club
- Coupe d'Europe :
  - Finaliste (1) : 2003

### En équipe nationale
- 1 sélection en équipe de France en 2000
- Équipe de France A :
  - 1 sélection en 1999/2000 (Irlande A)
  - 1 sélection en 2000/2001 (Géorgie)
  - 1 sélection en 2001/2002 (Australie A)
  - 4 sélections en 2002/2003 (Angleterre A, Écosse A, Irlande A, Italie A)
- Équipe de France Universitaire : champion du monde 2000
- Équipe de France -21 ans
- Équipe de France -18 ans
- Équipe de France de rugby à sept